# Макенайм
Макенайм (фр. Mackenheim) — коммуна на северо-востоке Франции в регионе Гранд-Эст (бывший Эльзас — Шампань — Арденны — Лотарингия), департамент Нижний Рейн, округ Селеста-Эрстен, кантон Селеста. До марта 2015 года коммуна административно входила в состав упразднённого кантона Маркольсайм (округ Селеста-Эрстен).
Площадь коммуны — 11,79 км², население — 674 человека (2006) с тенденцией к росту: 747 человек (2013), плотность населения — 63,4 чел/км².

## Население
Население коммуны в 2011 году составляло 733 человека, в 2012 году — 740 человек, а в 2013-м — 747 человек.
| 1962 | 1968 | 1975 | 1982 | 1990 | 1999 | 2006 | 2008 | 2011 | 2012 | 2013 |
| ---- | ---- | ---- | ---- | ---- | ---- | ---- | ---- | ---- | ---- | ---- |
| 592  | 580  | 628  | 598  | 682  | 654  | 674  | 705  | 733  | 740  | 747  |

Динамика населения:

## Экономика
В 2010 году из 497 человек трудоспособного возраста (от 15 до 64 лет) 398 были экономически активными, 99 — неактивными (показатель активности 80,1 %, в 1999 году — 74,3 %). Из 398 активных трудоспособных жителей работал 351 человек (193 мужчины и 158 женщин), 47 числились безработными (19 мужчин и 28 женщин). Среди 99 трудоспособных неактивных граждан 19 были учениками либо студентами, 53 — пенсионерами, а ещё 27 — были неактивны в силу других причин.

## Достопримечательности (фотогалерея)

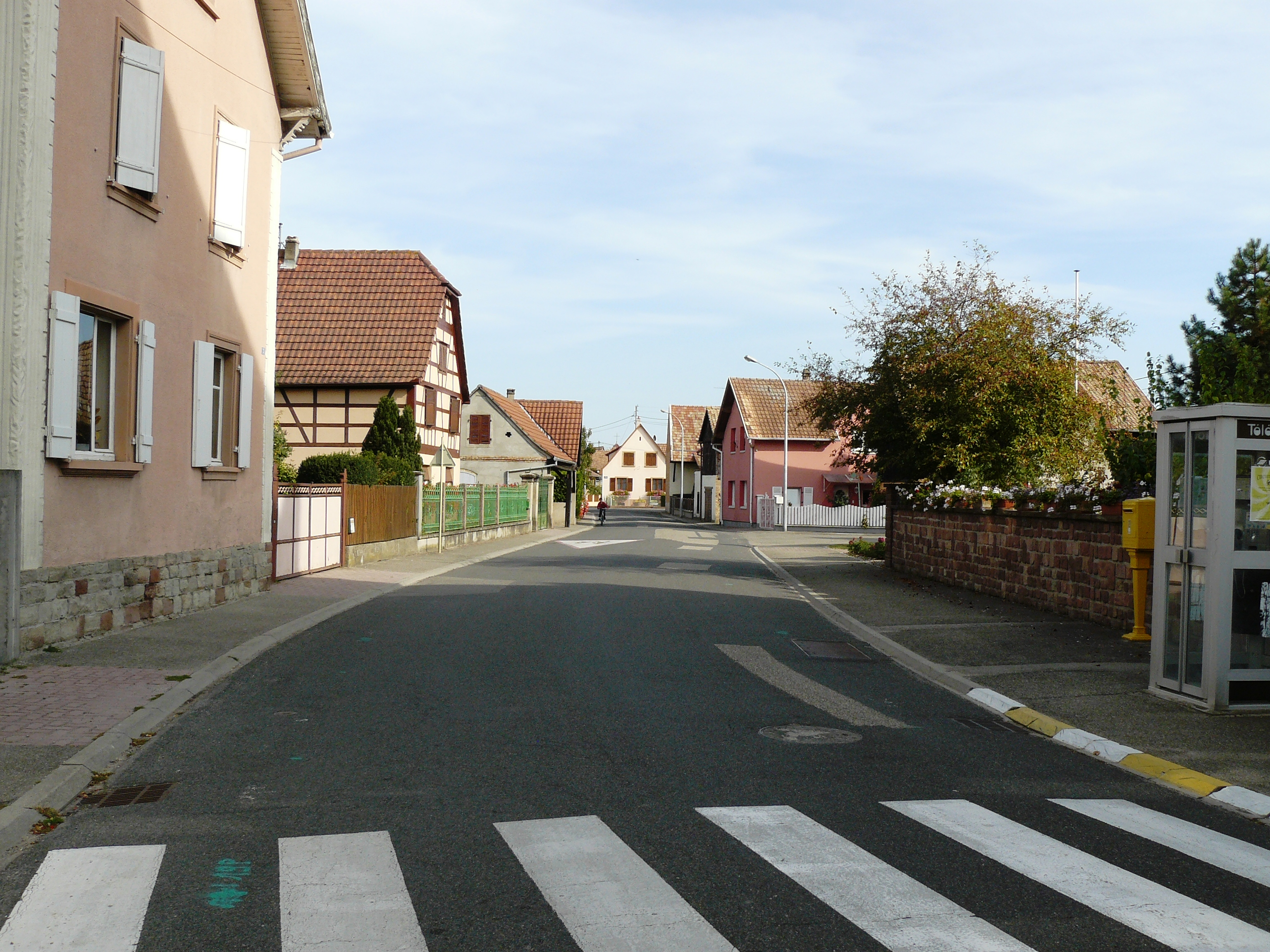
Центральная улица
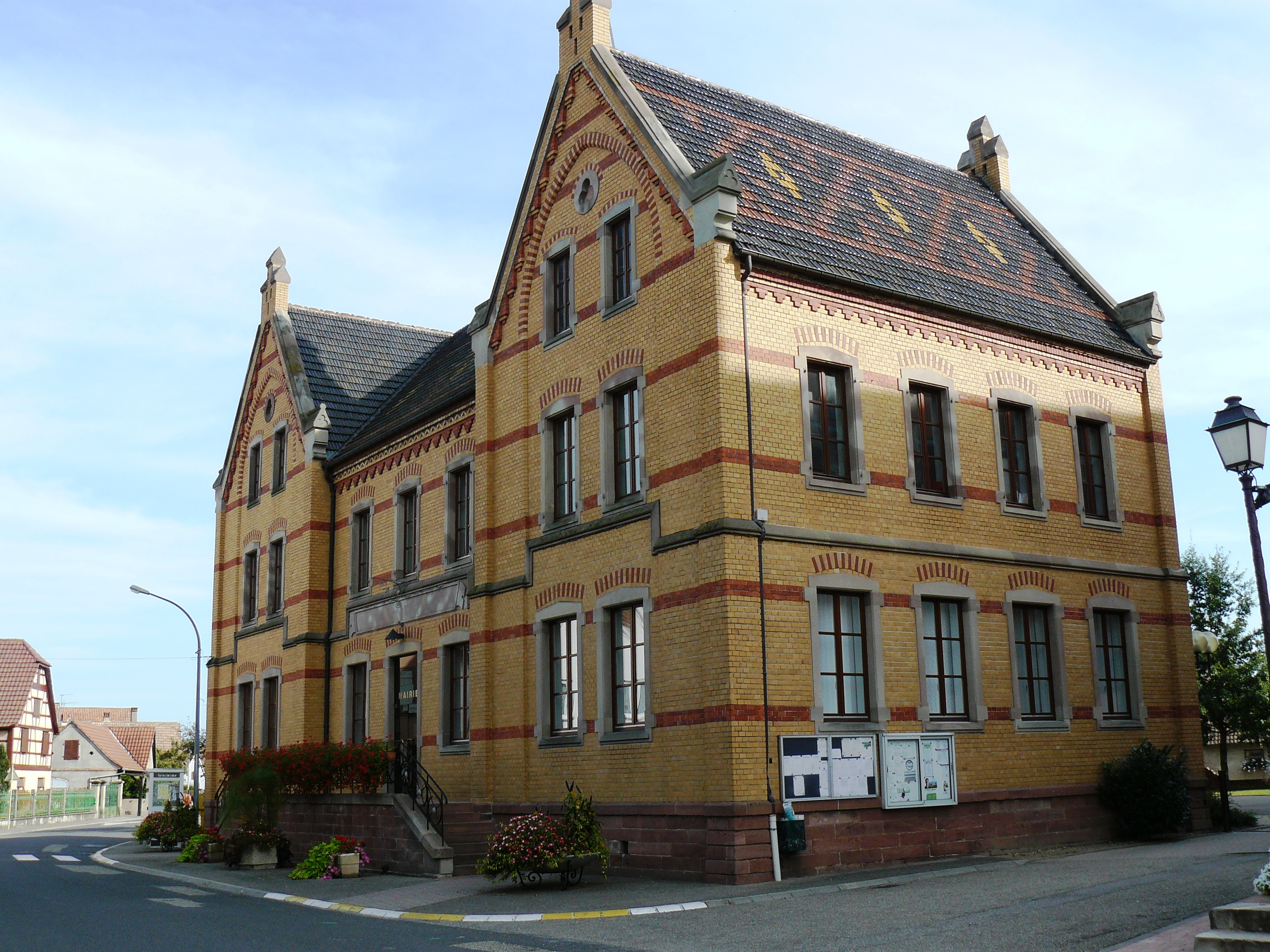
Здание мэрии-школы
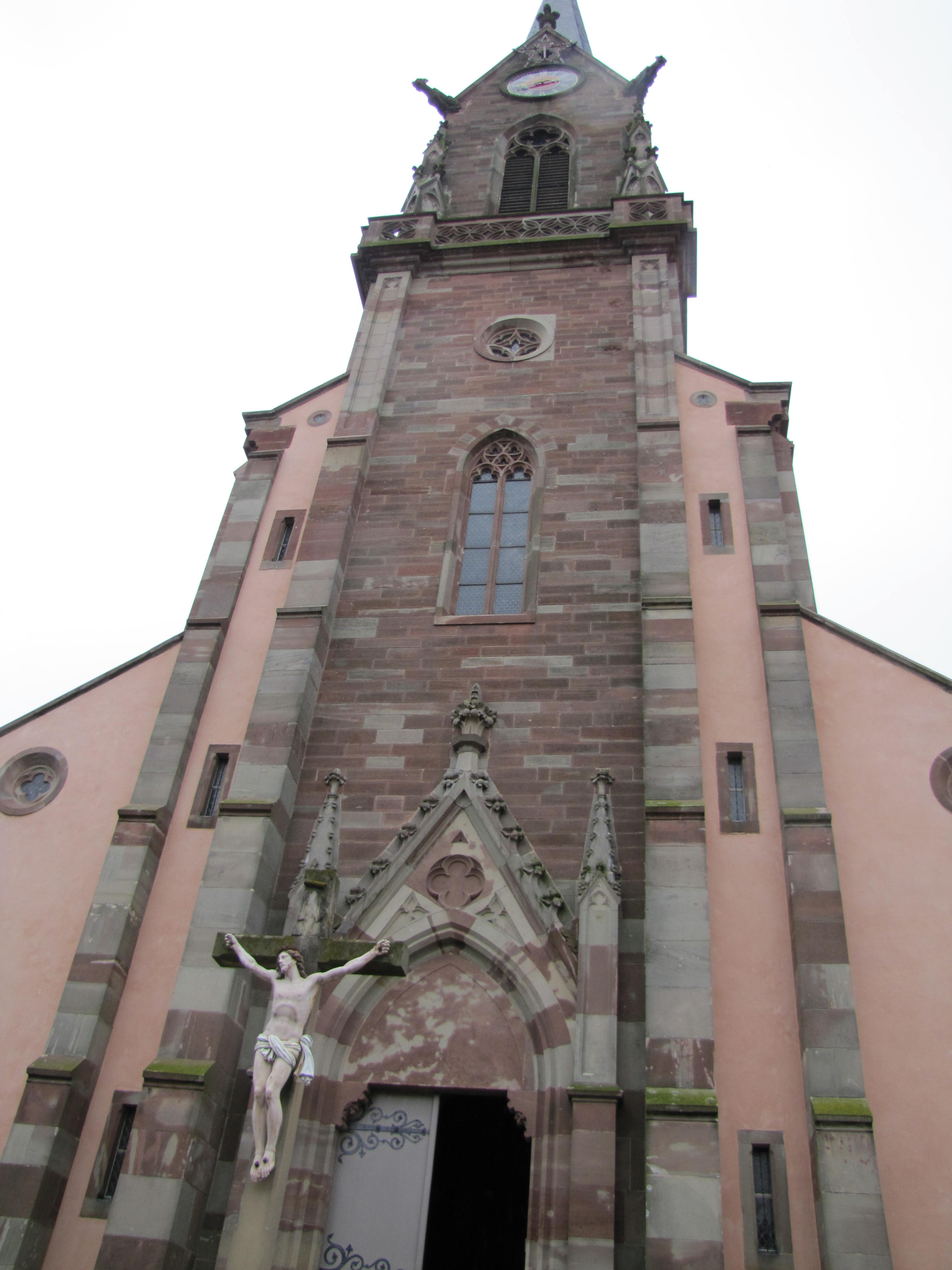
Колокольня церкви Сен-Этьен
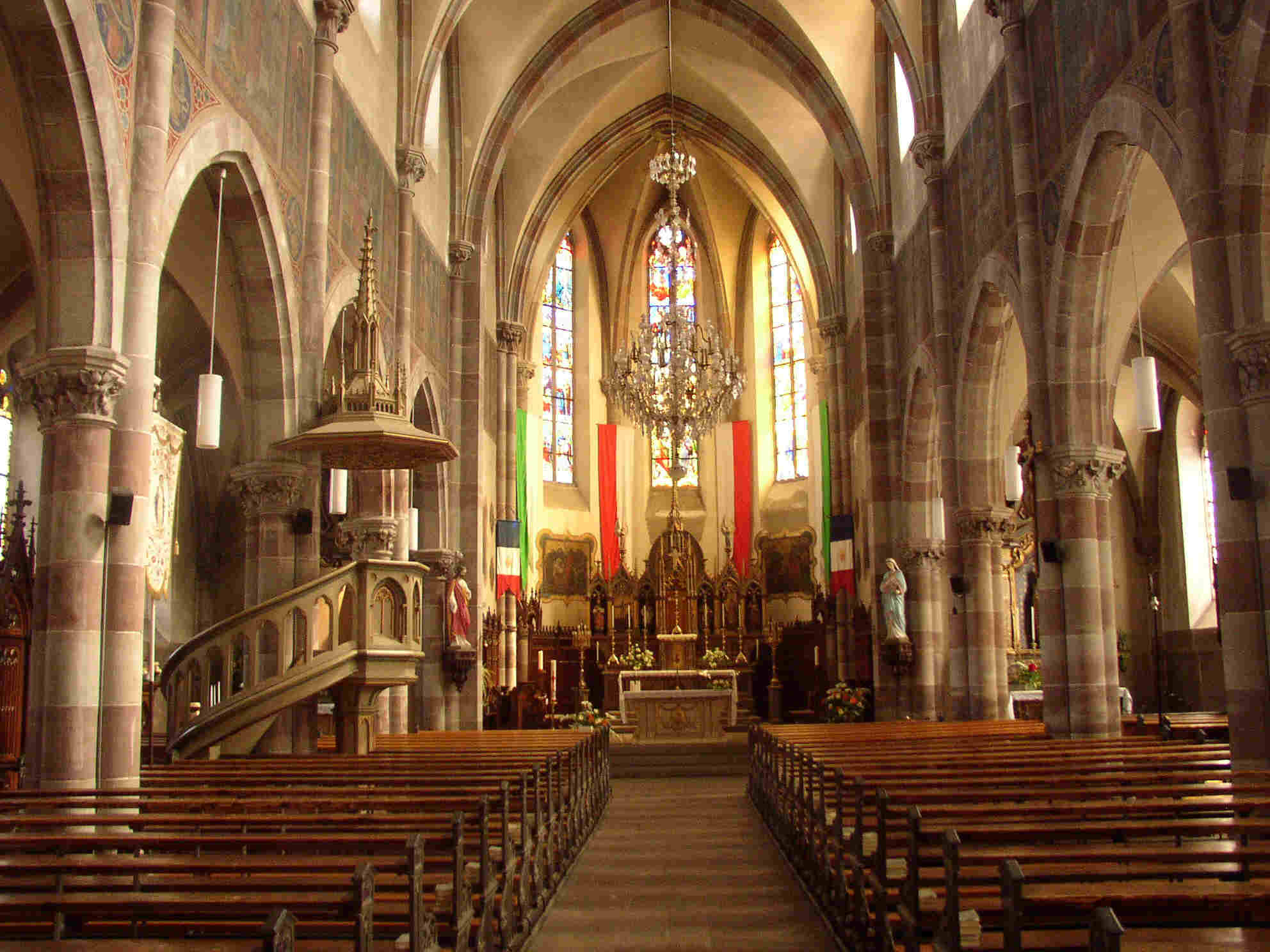
Интерьер
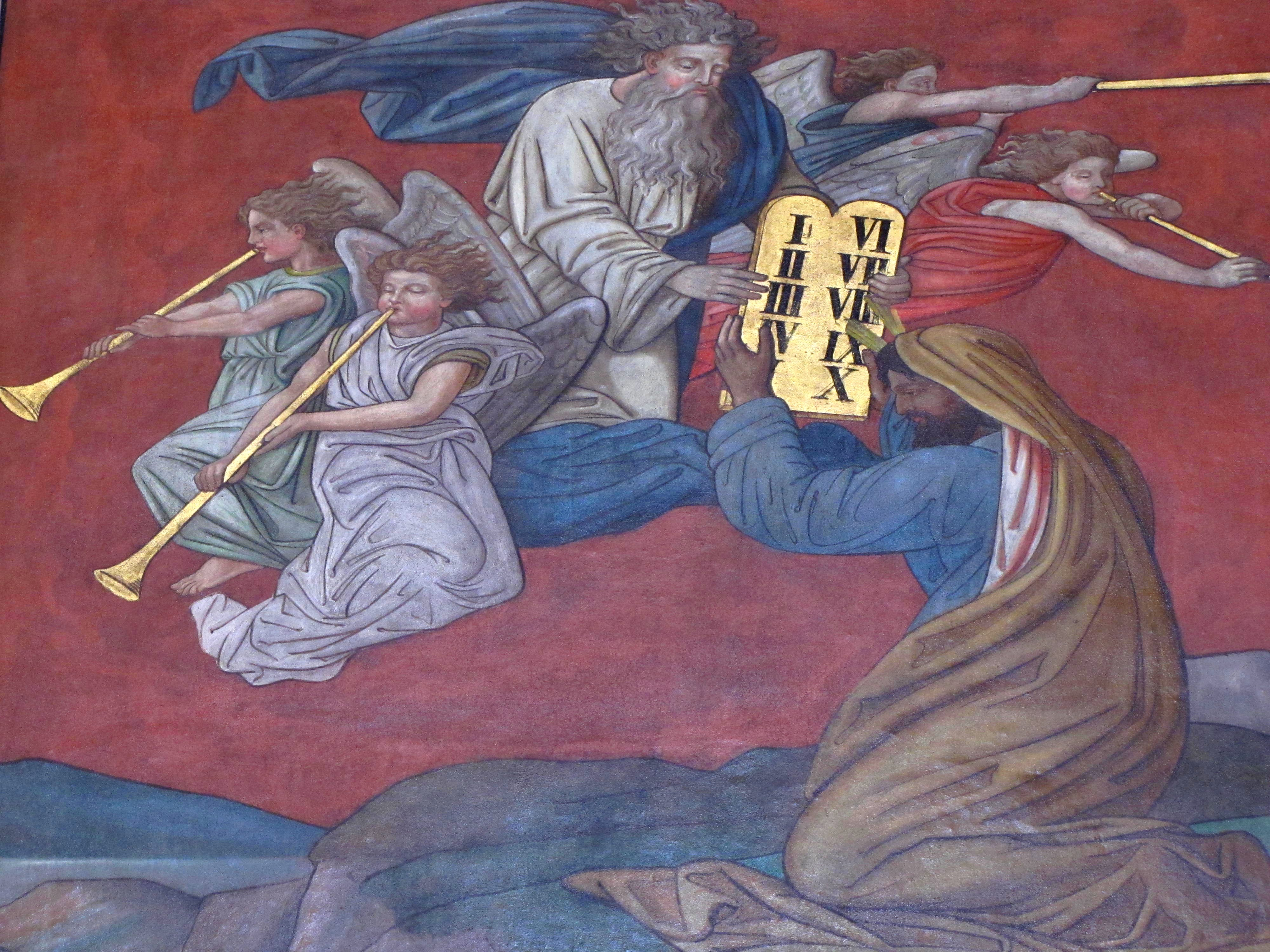
Монументальная живопись
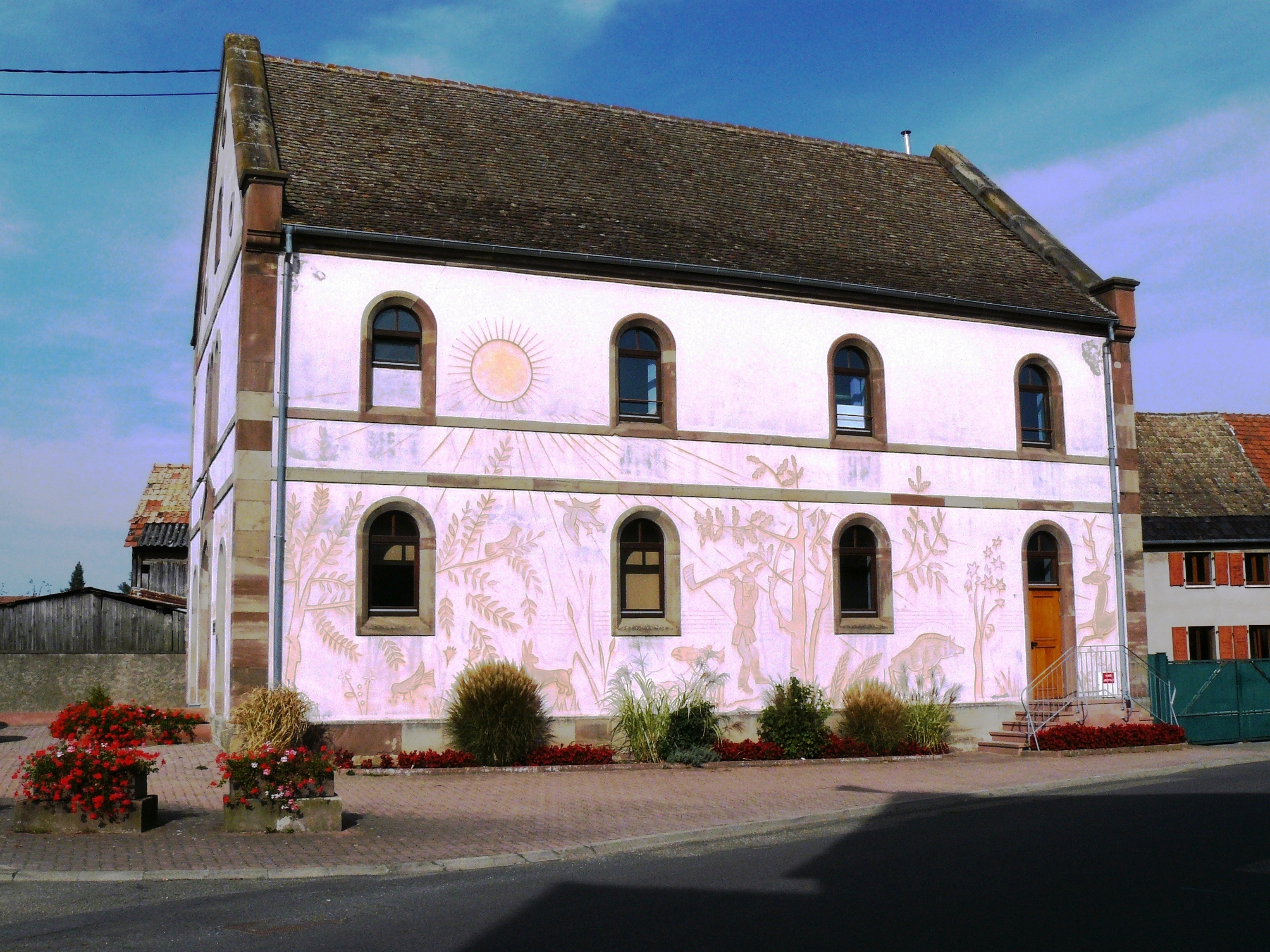
Старая синагога стала домом культуры и городской библиотекой
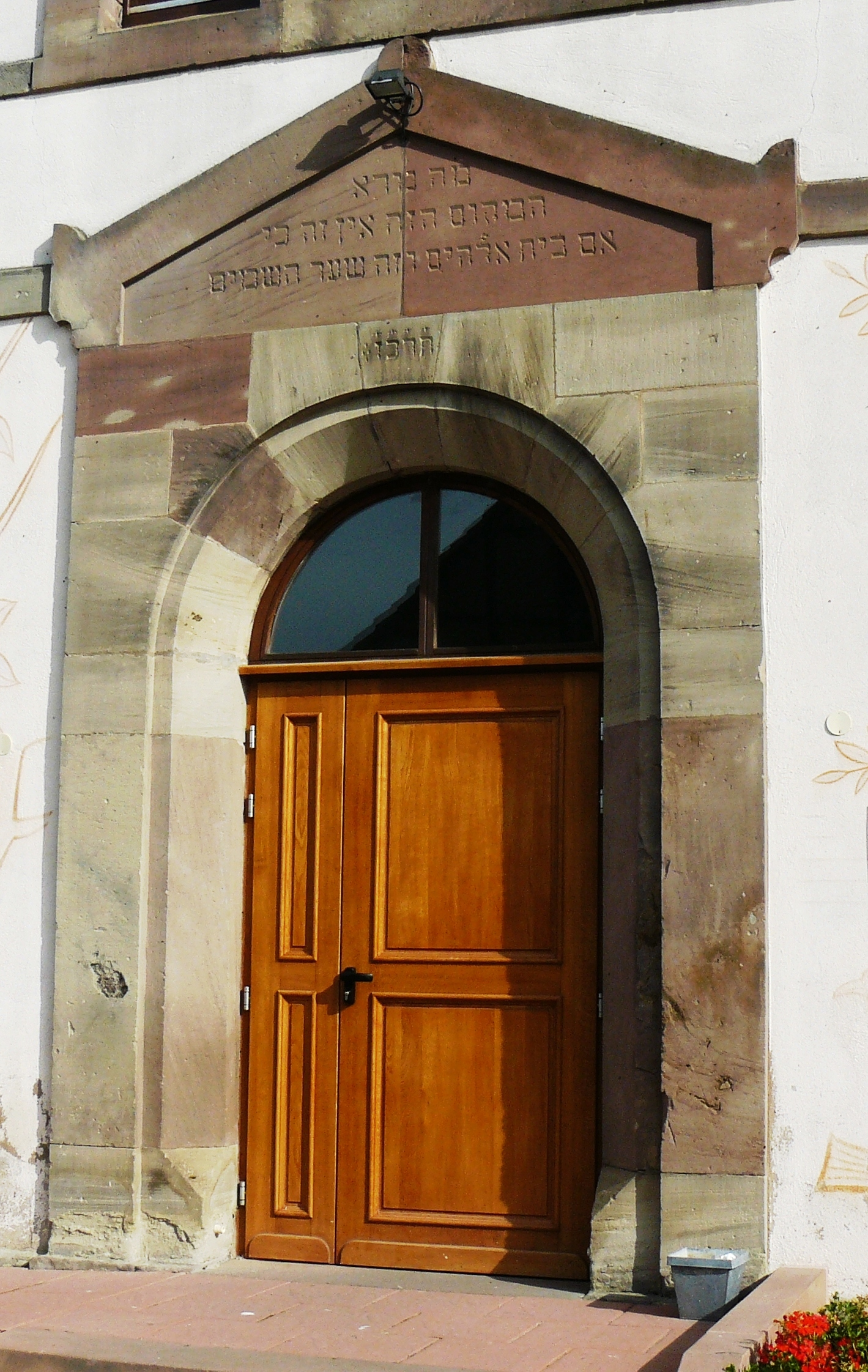
Крыльцо синагоги
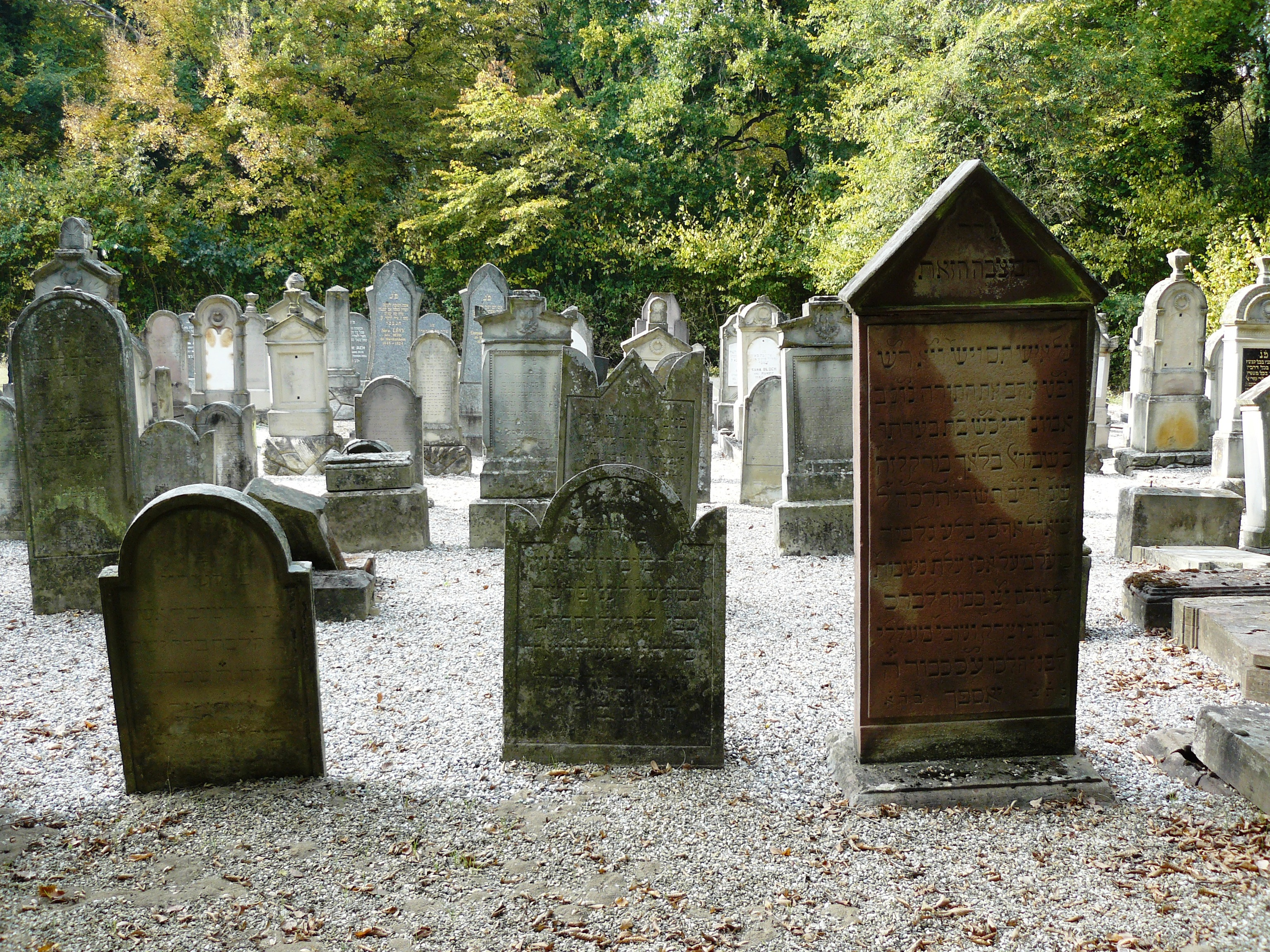
Еврейское кладбище
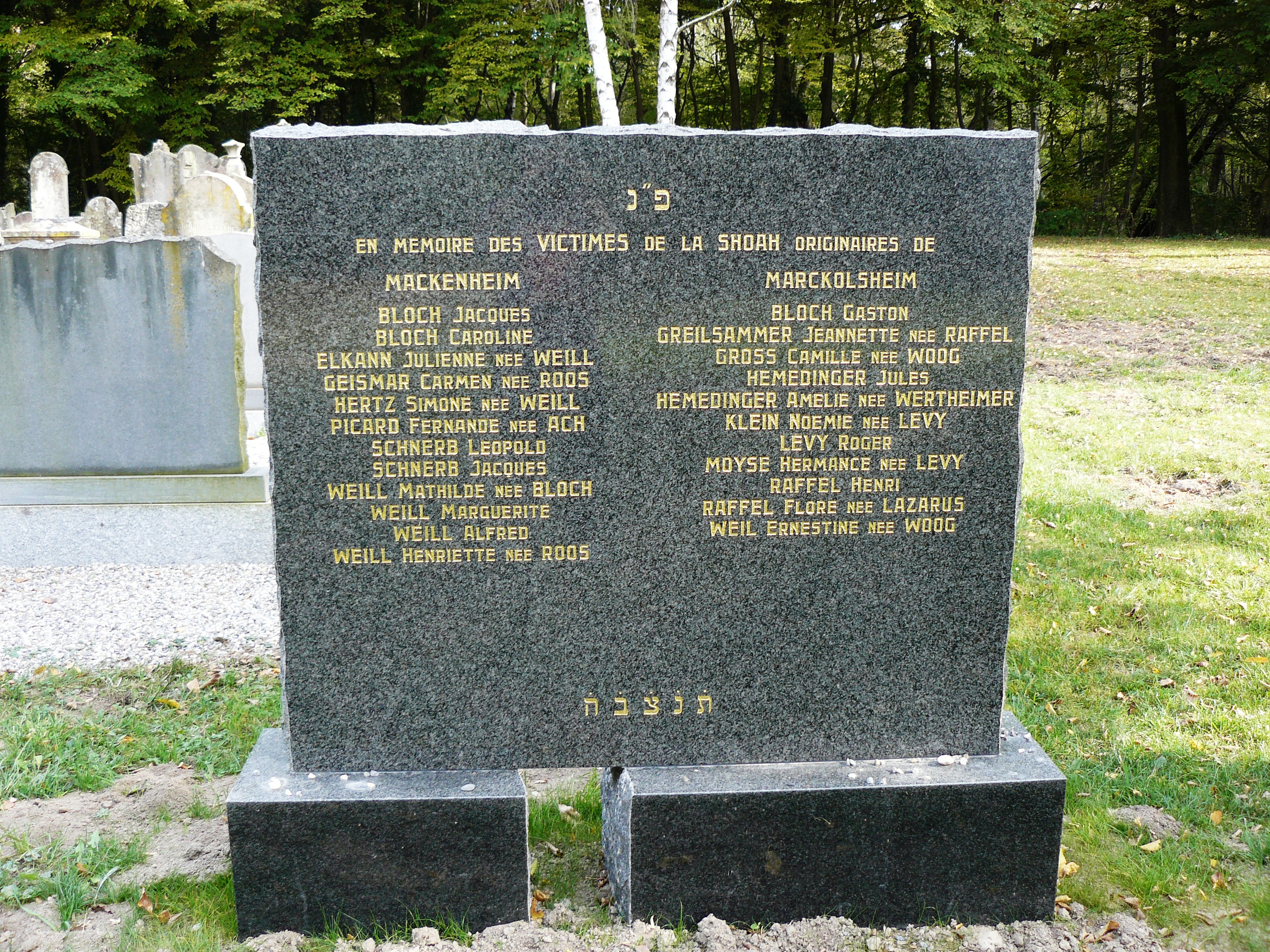
Памятник жертвам холокоста
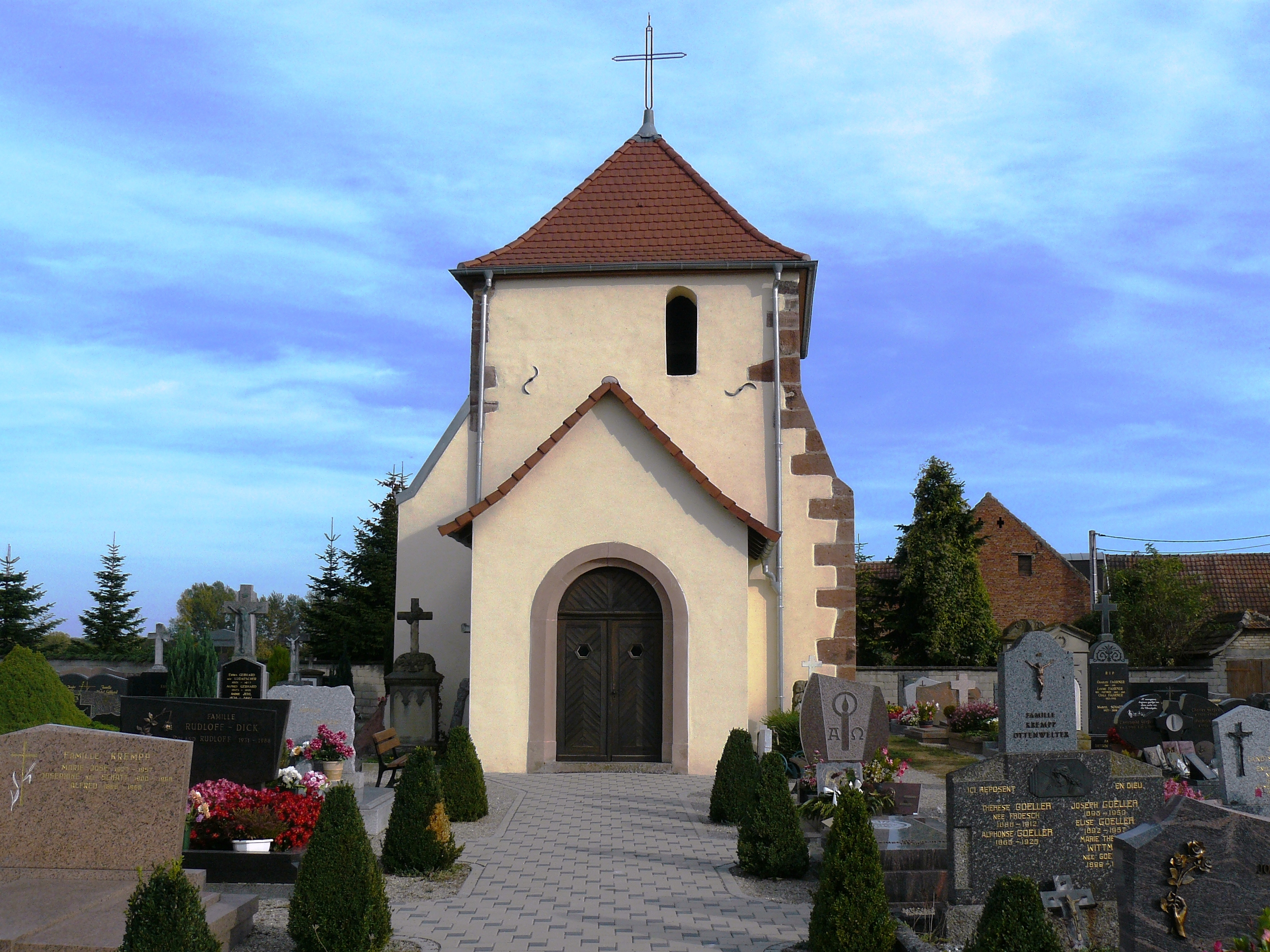
Часовня на кладбище
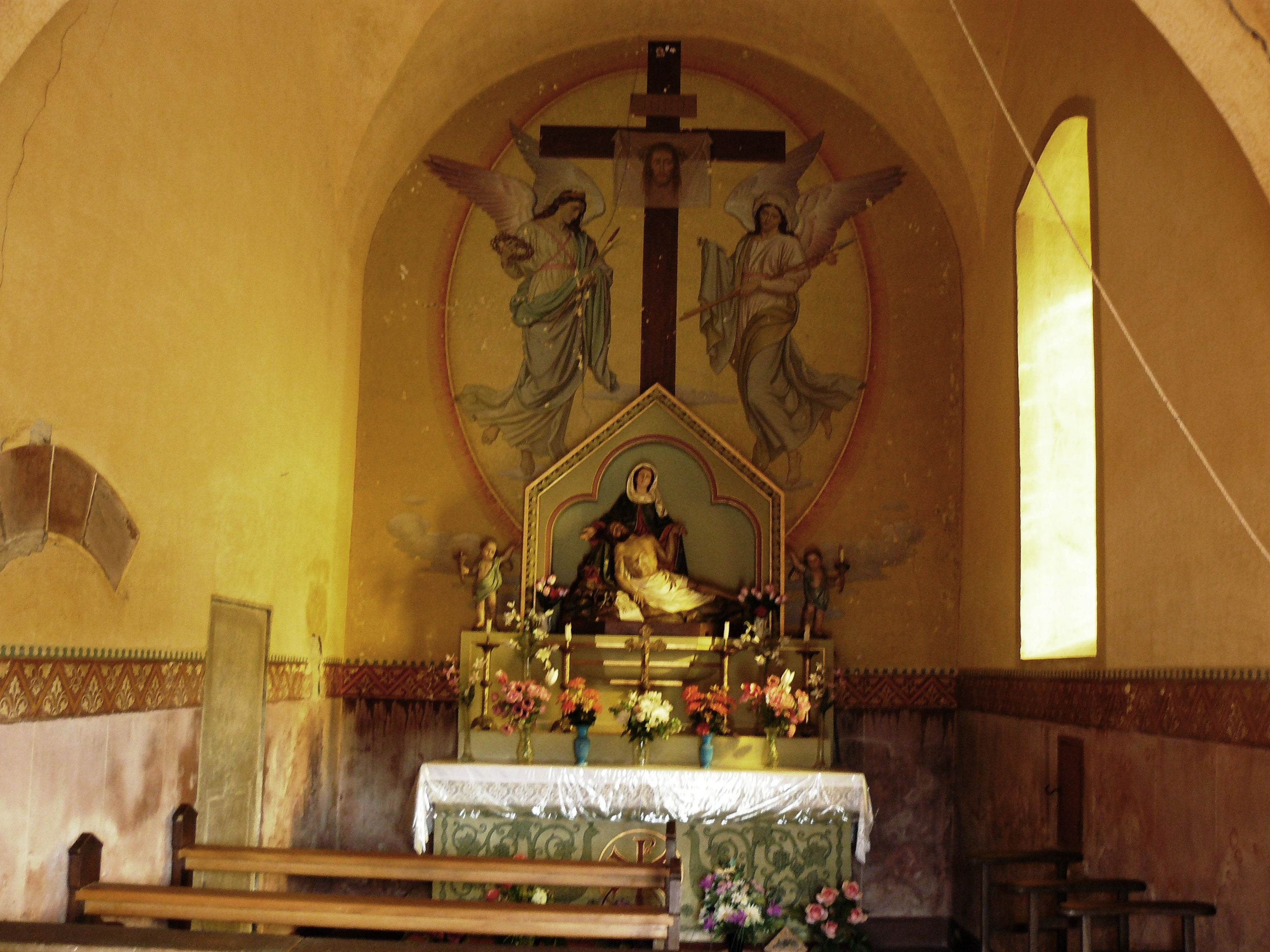
Интерьер кладбищенской часовни
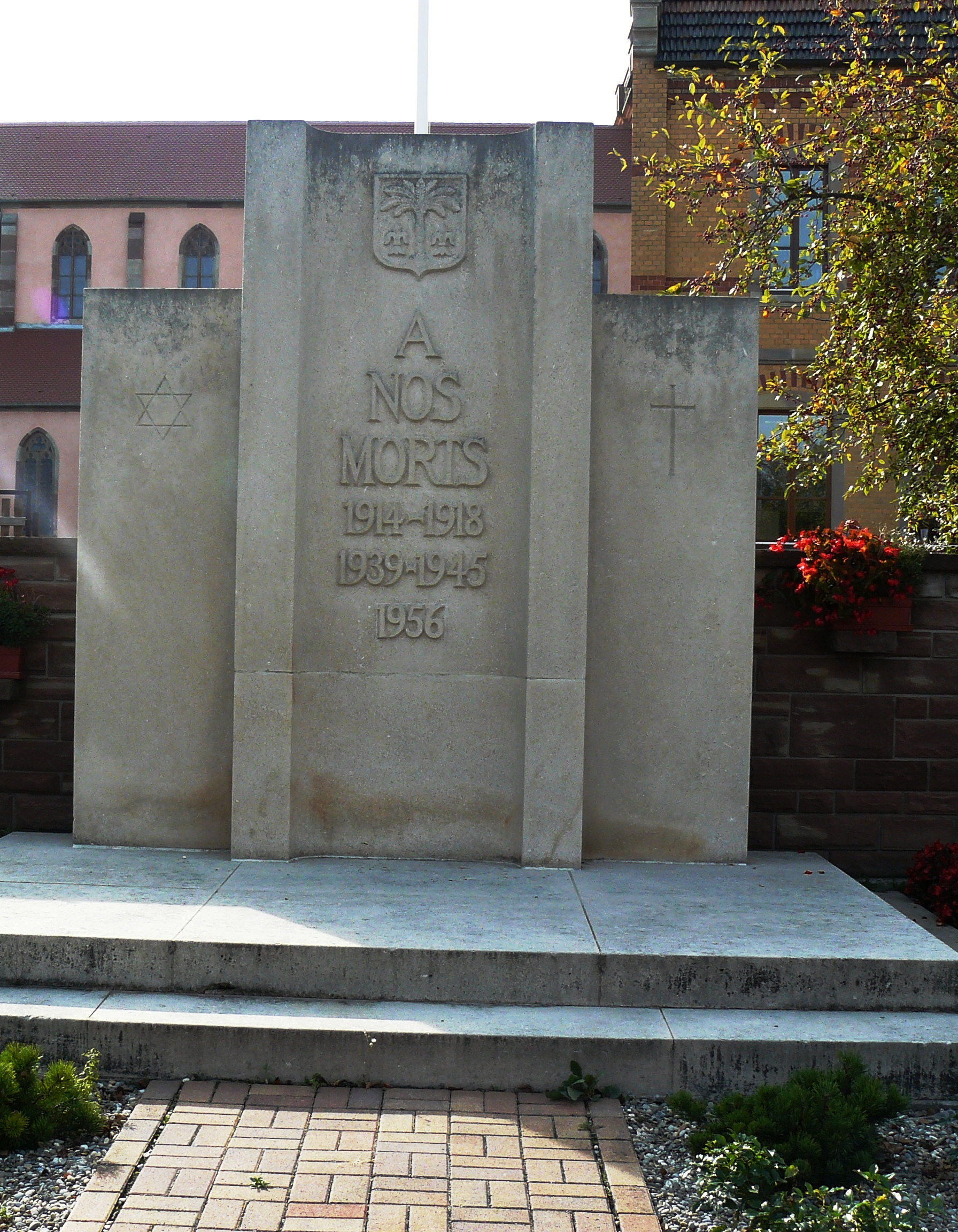
Памятник павшим
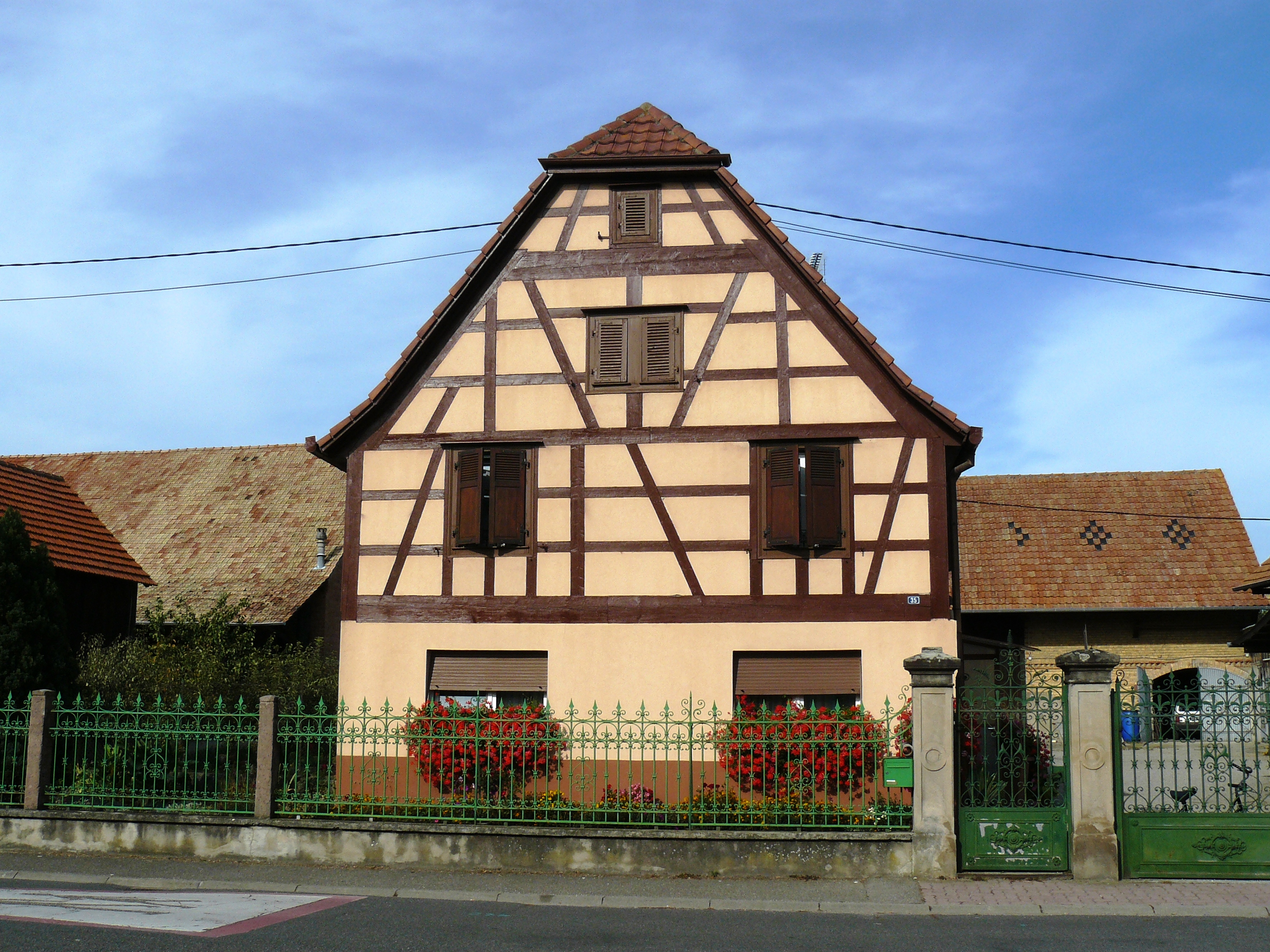
Фахверковый дом
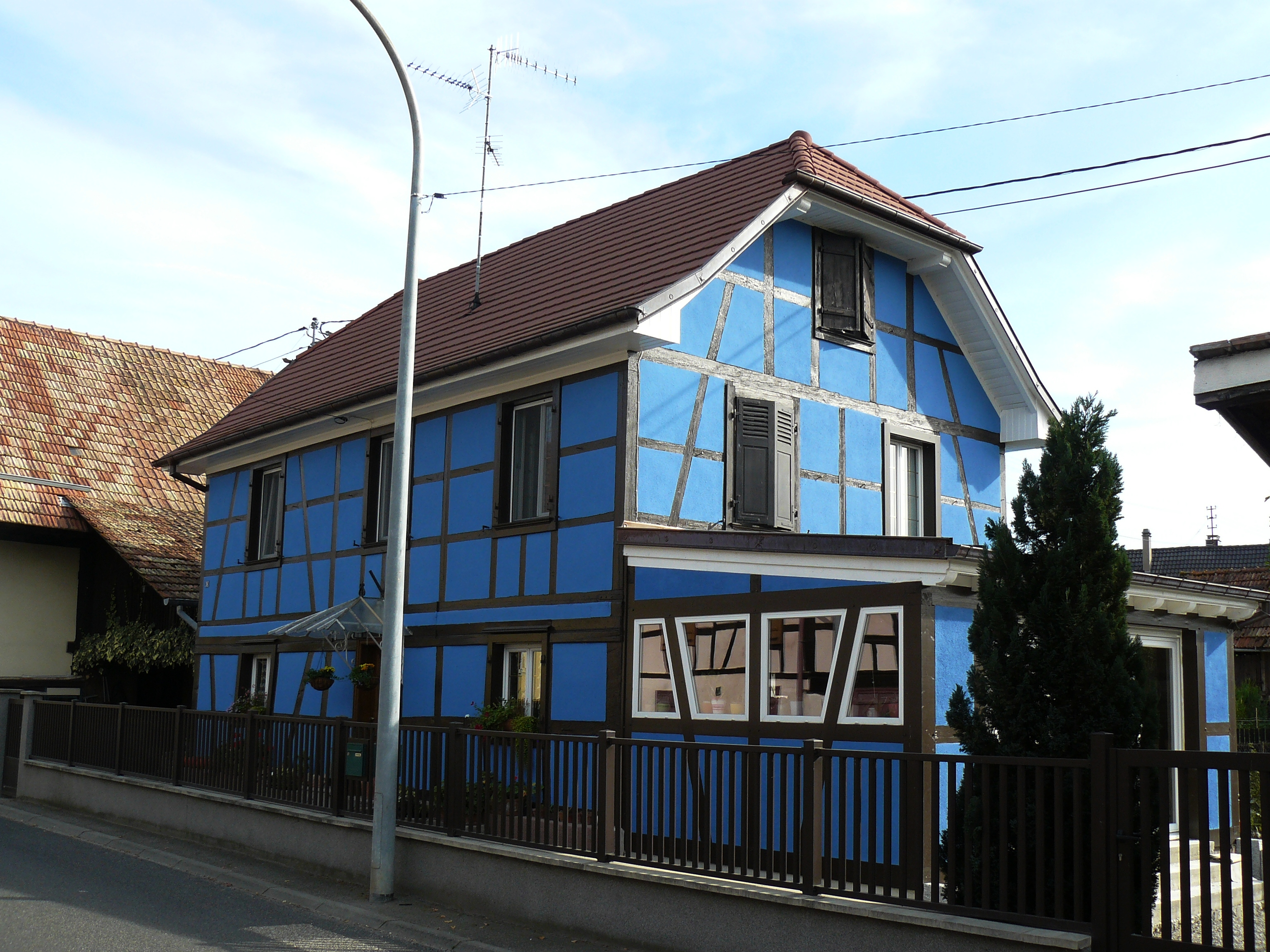
Фахверковый дом